# Nvu
Nvu (произнася се „ен-вю“) е WYSIWYG HTML редактор, базиран на Composer компонент от Mozilla Application Suite и Gecko 1.7 и има за цел да бъде еквивалентен софтуер с отворен код на комерсиални програми като Microsoft FrontPage и Macromedia Dreamweaver. Nvu е проектиран за да бъде лесен за използване от неопитни потребители, които нямат познания по HTML или CSS.
Nvu е достъпен за Линукс, Mac OS X и Микрософт Уиндоус, като може да бъде компилиран успешно за всяка платформа използвайки Netscape Portable Runtime. Програмата е и един от основните WYSIWYG редактори за Линукс.
Проектът е започнат и спонсориран от Linspire. Linspire наема Даниел Глазман – бивш работник от Netscape Communications Corporation и Директор/основател на Disruptive Innovations, за главен програмист.
Nvu понякога се изписва „N|vu“ за да се отбележи линията в логото, също като CNET често се пише като „C|Net“.

## Подготовка
Според оригиналния план от юни 2005, към кода на Mozilla Composer трябва да се добавят множество поправки/допълнения. Оттогава разработката на Mozilla Suite е прекъсната (след това продължена като SeaMonkey), и никой не добавя кода на Nvu обратно в Composer.
На 15 септември 2006 Даниел Глазман съобщава, че официално спира работата си по Nvu. Клон, наречен KompoZer, ще поддържа кода, докато следващата версия или заместител са достъпни. Оттогава Глазман работи по заместител на Nvu, нарочно наречен Composer, също като проекта на Mozilla.org. Той е базиран на Gecko 1.8 и XULRunner.

## Поддържани стандарти
Nvu поддържа стандартите на W3C. По подразбиране страниците се създават в HTML 4.01 Transitional формат и се използва CSS за дизайн, но потребителят може да промени настройките и да избера между:
- Strict and transitional DTD's
- HTML 4.01 and XHTML 1.0
- CSS дизайн или <font> базиран дизайн.

Програмата включва вграден HTML validator, който използва W3C's HTML Validator за проверка доколко страницата отговаря на стандарта.

## История
- 0.1 е пусната на 4 февруари, 2004
- 0.20 е пусната на 25 март, 2004
- 0.3 е пусната на 11 юни, 2004
- 0.4 е пусната на 10 август, 2004
- 0.5 е пусната на 6 октомври, 2004
- 0.6 (1.0b) е пусната на 26 ноември, 2004
- 0.7 (1.0b2) е пусната на 6 януари, 2005
- 0.8 (1.0b3) е пусната на 2 февруари, 2005
- 0.81 е пусната на 9 февруари, 2005
- 0.90RC1 е пусната на 4 март, 2005
- 0.90 е пусната на 11 март, 2005
- 1.0PR е пусната на 5 април, 2005
- 1.0 е пусната на 29 юни, 2005